# Alfredo Jaeggli
Alfredo Luis Jaeggli Caballero (Montevideo, 2 de febrero de 1947) es un empresario y político uruguayo naturalizado paraguayo, considerado como uno de los principales referentes contemporáneos del Partido Liberal Radical Auténtico de Paraguay. Desempeñó el cargo de senador durante tres periodos (1993-98, 2003-2008, 2008-2013) ocupando la presidencia del Congreso de la República durante un breve periodo.

## Infancia y juventud
Jaeggli nació en Montevideo, Uruguay. Es hijo de Alfredo Luis Jaeggli Volta, un industrial tabacalero, descendiente de inmigrantes suizos y de Sergia Elena Caballero Valiente, sobrina nieta del general y político paraguayo, Bernardino Caballero, fundador del Partido Colorado.
De regreso a Asunción, Paraguay, Jaeggli cursó sus estudios secundarios en el Colegio Goethe, y cursó la carrera de Administración de Empresas en la Universidad Católica de Asunción, interrumpiendo sus estudios para hacerse cargo de la fortuna familiar tras el fallecimiento de su padre.
En 1975 ganó la prueba de clasificación del Rally del Chaco con un Fiat 128 IAVA, y en 1982 triunfó en la carrera con un Datsun 160J.

## Trayectoria en el Senado
Comienza su carrera en la política en el año 1989, finalizada la dictadura de Alfredo Stroessner. Encabezó la lista de candidatos a senador en las elecciones de 1993, durante este periodo vice-presidió la Comisión de Hacienda y presidió la Comisión de Obras Públicas.
Es electo nuevamente para el periodo 2003/08, acompañando durante la campaña la candidatura a presidente de Julio Cesar Franco. Presidiendo la Comisión de Hacienda y vice-presidiendo la Bicameral de Presupuesto, defendió activamente la dolarización de la moneda paraguaya. En el año 2000, Alfredo Jaeggli participó en el golpe de Estado, por esta acción, más tarde fue denunciado ante la Fiscalía por haberse atribuido la responsabilidad del intento de golpe de Estado en el año 2000.
Creó la Fundación Libertad, una organización de ideas del liberalismo conservador y fuertemente subsidiada por el senado paraguayo durante los años de ejercicio de Jaeggli en el Senado.
En 2014 presentó ante el senado, un proyecto de condonación de 87,5 millones de dólares que grandes empresarios adeudaban al Banco Nacional de Fomento (BNF). La iniciativa había sido presentada durante el pasado periodo legislativo por el entonces senador liberal Alfredo Jaeggli, un autoproclamado libremercadista y enemigo a ultranza de la intervención estatal en la economía.
Reelecto para el periodo 2008/13, se destacó como opositor al gobierno de coalición que presidió el exobispo Fernando Lugo, apoyado inicialmente por la mayoría de los dirigentes liberales.[cita requerida]

## Controversias
En 2016, el titular del Indert, Justo Cárdenas, denunció que el exsenador liberal Alfredo Jaeggli es poseedor de tierras públicas a través de prestanombres. Se trata de 2337 hectáreas en la colonia río Apa. El titular del Indert se reunió previo al anunció con el presidente de aquel entonces, Horacio Cartes (también acusado de adquirir tierras públicas y montar allí lujosas estancias).
En 2011, desató un conflicto diplomático entre Paraguay y Bolivia cuando el gobierno boliviano denunció el miércoles que Alfredo Jaeggli, el director del diario ABC Color, Aldo Zuccolillo y otros miembros del Partido Liberal de Paraguay ayudaron a fugarse de Bolivia Mario Cossío, gobernador suspendido de Tarija y acusado de millonaria corrupción pública. El senador paraguayo propició la escapada de Cossío, entre el 20 y 22 de diciembre, en la valija de un coche con chapa paraguaya que trasladó furtivamente al gobernador suspendido a Paraguay.[cita requerida]
En 2011, demandó a dos diputadas por "polución visual y sonora" y solicitó que sean condenadas a la "pena máxima". Alfredo Jaeggli presentó ante una fiscalía una denuncia por "polución visual y sonora" contra la diputada en ese entonces, Aída Robles y la dirigente política Guillermina Kannonikof, de la Alianza liderada por Fernando Lugo, a las que calificó como "feas e ignorantes". Jaeggli argumentó que una demanda que las dos mujeres le habían entablado, antes lo obligó "a ver sus feas figuras en los medios de prensa", lo que le ocasionó una "polución visual". Tras la denuncia el presidente Lugo respondió que "es lamentable el nivel de algunos parlamentarios".

## Actualidad
En el año 2014, lanzó su candidatura para intendente de Asunción, en vistas a la elección del año próximo. A último momento, declinó la candidatura brindando su apoyo al candidato Mario Ferreiro, quien resultase ganador en los comicios. 
En 2016, el exsenador Jaeggli se dedica a la actividad empresarial y aún preside la Fundación Libertad, aspirando a impulsar desde aquella un movimiento de renovación dentro de su partido.